# Варник
Варник (болг. Варник) — село в Болгарии. Находится в Хасковской области, входит в общину Свиленград. Население составляет 14 человек.

## Политическая ситуация
Варник подчиняется непосредственно общине и не имеет своего кмета. Кмет (мэр) общины Свиленград — Георги Стоянов Манолов (инициативный комитет) по результатам проведённых выборов.